# Alfred Klein
Pour les articles homonymes, voir Klein.
Alfred Klein est un résistant français, né à Haguenau (alors en Allemagne) le 30 décembre 1916 et exécuté par les Allemands le 24 mars 1944 à Clermont-Ferrand.

## Biographie
Il était étudiant à la faculté de droit de l'Université de Strasbourg quand il fut mobilisé en 1939 après l'agression allemande contre la Pologne et le début de la guerre.
Soldat audacieux, il fut capturé par les Allemands lors d'une patrouille de reconnaissance trop proche de la ligne de front, mais il réussit à s'échapper et, après la débâcle de 1940, il se retira à Chamalières, où il devint instituteur.
Mais ce n'était qu'une apparence car en secret il travaillait pour la Résistance dont il devint à partir de janvier 1941 un organisateur actif et un des dirigeants. Il faisait partie du réseau « Les Ardents »,.
Il s'occupait de tout, cachant des aviateurs alliés abattus,  distribuant armes et explosifs, sabotant des installations nazies et falsifiant des documents officiels. Les archives de la Résistance lui reconnaissent entre autres le sabotage réussi de l'aérodrome d'Aulnat, occupé par les Allemands.
Le 15 janvier 1944, il fut trahi puis arrêté par la Gestapo en compagnie de son cousin Rodolphe Rischmann. Même sous la torture, il refusa de parler. Le 24 mars 1944, il fut exécuté comme le fut le lendemain Henri Weilbacher qui avait été son camarade à la faculté de droit et comme devait l'être, six semaines plus tard, François Marzolf. Avant de mourir, il écrivit cette lettre poignante qui devait être lue aux élèves chaque année après la Libération à l'école primaire Jules-Ferry de Chamalières où il enseignait :

« Je vais être fusillé à 6 heures. Je voudrais que mon souvenir reste à l'école. Donnez le dernier adieu à mes élèves et dites-leur en mon nom de bien travailler pour devenir des hommes de caractère et de bons Français. Adieu mes amis, je meurs la conscience tranquille et avec la certitude qu'il y aura une justice. Vive notre belle France »

Après l'exécution, il fut enterré de manière anonyme au cimetière des Carmes de Clermont-Ferrand. Le 2 octobre 1944, eut lieu au cimetière la reconnaissance de son corps ainsi que de ceux de quatorze autres fusillés, dont son cousin Rischmann et le commissaire Marc Juge. Il repose désormais auprès de ses parents et de sa sœur au cimetière de Haguenau (Bas-Rhin).

## Distinctions
- Médaille de la Résistance française (29 novembre 1946)[7]